# Oumou Sangaré
Oumou Sangaré Embaixador(a) da boa vontade da FAO (Bamaco, 25 de fevereiro de 1969), ou a ave cantora do Wassoulou, é uma cantora e compositora malinesa expoente do Wassoulou, estilo musical tradicional do Mali. É uma reconhecida defensora do direito das mulheres e embaixadora da boa vontade da FAO. Em 2003 recebeu o primeiro Troféu de música do Mali. No ano de 2010, recebeu o 53° Grammy Awards pelo melhor vocal pop colaborativo em Imagine.

## Biografia
Sangaré nasceu no ano de 1969, filha dos cantores Aminata Diakité e Sidiki Sangaré, ambos originários da região de Wassoulou, no Mali. Em 1970, seu pai se casou com uma segunda esposa e mudou-se para Abidjan, deixando Sangaré, sua mãe e seus irmãos para trás, em Bamaco. Para ajudar sua mãe, começou a cantar nas ruas, o que a fez deixar de frequentar a escola ainda muito pequena.
Sua carreira começou em 1973 quando, aos cinco anos, venceu uma competição de canto entre alunos de jardins de infância, passando a se apresentar a grandes públicos. Aos 16, saiu em turnê com o grupo de percussão Djoliba, fazendo turnês pela França, Alemanha, Holanda, Caribe, entre ourtros. Inspirada pelo sucesso de sua turnê, Sangaré retornou a Bamaco e deu início ao seu próprio grupo musical.
É prima do ator Omar Sangaré e tia do ator e escritor Bréhima Sangaré.

## Discografia

### Albuns
- Moussoulou (1991)
- Ko Sira (1993)
- Worotan (1996)
- Oumou (2003)
- Seya (2009)
- Mogoya (2017)
- Acoustic (2020)